# Đồng vị của oxy
Có ba đồng vị ổn định của oxy (8O): 16O, 17O, và 18O. Các đồng vị phóng xạ với số khối từ 12O tới 24O cũng được tìm ra, tất cả đều có thời gian tồn tại ngắn, với đồng vị tồn tại lâu nhất là 15O với chu kỳ bán rã 122.24 giây. Đồng vị tồn tại ngắn nhất là 12O với chu kỳ bán rã 580(30)×10−24 giây.

## Các đồng vị bền

Cuối chu kỳ sống của một ngôi sao khổng lồ, ^{16}O tập trung bên trong lớp O, ^{17}O trong lớp H và ^{18}O trong lớp He

Oxy trong tự nhiên là tổng hợp của ba đồng vị bền, 16O, 17O, và 18O, với 16O phổ biến nhất (với tỷ lệ 99.762% trong tự nhiên). Tùy thuộc vào nguồn thu thập, trọng lượng nguyên tử tiêu chuẩn thay đổi trong phạm vi [15.99903, 15.99977] (giá trị thông thường là 15.999). Các đồng vị oxy được biết đến nhiều có số khối từ 12 tới 24.
Sự phong phú tương đối và tuyệt đối của16O rất cao vì nó là sản phẩm chính của tiến hóa sao và bởi vì nó là một đồng vị chính, nghĩa là nó có thể được tạo ra từ sao mà lúc đầu được hình thành chủ yếu từ hydro. Hầu hết 16O được tổng hợp vào cuối quá trình nhiệt hạch heli trong sao; phản ứng ba-alpha tạo ra một 12C, thu được thêm một 4He để tạo thành 16O. Quá trình đốt neon tạo ra thêm một 16O nữa.
Hai đồng vị 17O và 18O là các đồng vị thứ cấp, có nghĩa là sự tổng hợp hạt nhân của chúng đòi hỏi hạt nhân hạt giống.17O chủ yếu được tạo ra bởi sự đốt cháy hydro thành heli trong chu trình CNO, làm cho nó trở thành một đồng vị phổ biến trong các khu vực các sao chuyên đốt Hydro. Hầu hết 18O được tạo ra khi 14N (rất phổ biến trong chu trình CNO) kết hợp với hạt nhân 4He, khiến cho 18O rất phổ biến trong khu vực các sao nhiều heli. Cần nhiệt độ một triệu độ Celsius để hai nguyên tử oxy tổng hợp hạt nhân thành một nguyên tử lưu huỳnh.
Việc đo lường tỷ lệ oxy-18 đến oxy-16 thường được sử dụng để giải thích sự thay đổi trong cổ khí hậu học. Thành phần đồng vị của các nguyên tử oxy trong không khí của Trái đất là 99.759% 16O, 0.037% 17O và 0.204% 18O. Bởi vì các phân tử nước có chứa đồng vị nhẹ hơn sẽ bay hơi dễ hơn và rơi xuống giáng thủy, nước sạch và băng tại các cực trên trái đất chứa ít hơn một chút (0.1981%) các đồng vị nặng 18O hơn trong không khí (0.204%) hoặc nước biển (0.1995%). Sự chênh lệch này cho phép phân tích các mẫu nhiệt độ thông qua lịch sử các lõi băng.
Oxy được coi là có khối lượng nguyên tử 16 trước khi có định nghĩa đơn vị khối lượng nguyên tử dựa trên 12C. Do các nhà vật lý chỉ quan tâm đến 16O, trong khi các nhà hoá học lại quan tâm tới hỗn hợp đồng vị tự nhiên, điều này tạo ra những khối lượng nguyên tử hơi khác nhau giữa hai ngành.

## Danh sách các đồng vị
| Biểu tượng đồng vị | Z(Proton) | N(Neutron) | khối lượng đồng vị (u) | chu kỳ bán rã                  | phương thức bán rã | Sản phẩm phân rã | spin hạt nhân  | thành phần đồng vị đại diện (tỷ lệ mol) | khoảng biến thiên tự nhiên (tỷ lệ mol) |
| ------------------ | --------- | ---------- | ---------------------- | ------------------------------ | ------------------ | ---------------- | -------------- | --------------------------------------- | -------------------------------------- |
| Biểu tượng đồng vị |           |            |                        | chu kỳ bán rã                  | phương thức bán rã | Sản phẩm phân rã | spin hạt nhân  | thành phần đồng vị đại diện (tỷ lệ mol) | khoảng biến thiên tự nhiên (tỷ lệ mol) |
| p (40.0%)          | 11N       |            |                        |                                |                    |                  |                |                                         |                                        |
| 12O                | 8         | 4          | 12.034405(20)          | 580(30)×10−24 s [0.40(25) MeV] | 2p (60.0%)         | 10C              | 0+             |                                         |                                        |
| 13O                | 8         | 5          | 13.024812(10)          | 8.58(5) ms                     | β+ (89.1%)         | 13N              | (3/2−)         |                                         |                                        |
| 13O                | 8         | 5          | 13.024812(10)          | 8.58(5) ms                     | β+, p (10.9%)      | 12C              | (3/2−)         |                                         |                                        |
| 14O                | 8         | 6          | 14.00859625(12)        | 70.598(18) s                   | β+                 | 14N              | 0+             |                                         |                                        |
| 15O                | 8         | 7          | 15.0030656(5)          | 122.24(16) s                   | β+                 | 15N              | 1/2−           |                                         |                                        |
| 16O                | 8         | 8          | 15.99491461956(16)     | Ổn định                        | Ổn định            | Ổn định          | 0+             | 0.99757(16)                             | 0.99738–0.99776                        |
| 17O                | 8         | 9          | 16.99913170(12)        | Ổn định                        | Ổn định            | Ổn định          | 5/2+           | 3.8(1)×10−4                             | 3.7×10−4–4.0×10−4                      |
| 18O                | 8         | 10         | 17.9991610(7)          | Ổn định                        | Ổn định            | Ổn định          | 0+             | 2.05(14)×10−3                           | 1.88×10−3–2.22×10−3                    |
| 19O                | 8         | 11         | 19.003580(3)           | 26.464(9) s                    | β−                 | 19F              | 5/2+           |                                         |                                        |
| 20O                | 8         | 12         | 20.0040767(12)         | 13.51(5) s                     | β−                 | 20F              | 0+             |                                         |                                        |
| 21O                | 8         | 13         | 21.008656(13)          | 3.42(10) s                     | β−                 | 21F              | (1/2,3/2,5/2)+ |                                         |                                        |
| 22O                | 8         | 14         | 22.00997(6)            | 2.25(15) s                     | β− (78.0%)         | 22F              | 0+             |                                         |                                        |
| 22O                | 8         | 14         | 22.00997(6)            | 2.25(15) s                     | β−, n (22.0%)      | 21F              | 0+             |                                         |                                        |
| 23O                | 8         | 15         | 23.01569(13)           | 82(37) ms                      | β−, n (57.99%)     | 22F              | 1/2+#          |                                         |                                        |
| 23O                | 8         | 15         | 23.01569(13)           | 82(37) ms                      | β− (42.0%)         | 23F              | 1/2+#          |                                         |                                        |
| 24O                | 8         | 16         | 24.02047(25)           | 65(5) ms                       | β−, n (57.99%)     | 23F              | 0+             |                                         |                                        |
| 24O                | 8         | 16         | 24.02047(25)           | 65(5) ms                       | β− (42.01%)        | 24F              | 0+             |                                         |                                        |

1. ↑  Bold for stable isotopes
2. 1 2  The ratio between 16O and 18O is used to deduce ancient temperatures
3. ↑  Can be used in NMR studies of metabolic pathways
4. ↑  Can be used in studying certain metabolic pathways

Oxygen isotopes with 25–28 nucleons exist for less than 1 microsecond, since they are beyond the neutron drip line.

## Sách tham khảo
- Khối lượng đồng vị trích dẫn từ:
  - G. Audi; A. H. Wapstra; C. Thibault; J. Blachot; O. Bersillon (2003). "The NUBASE evaluation of nuclear and decay properties" (PDF). Nuclear Physics A. Quyển 729. tr. 3–128. Bibcode:2003NuPhA.729....3A. doi:10.1016/j.nuclphysa.2003.11.001. Bản gốc (PDF) lưu trữ ngày 23 tháng 9 năm 2008. Truy cập ngày 4 tháng 9 năm 2017. {{Chú thích tạp chí}}: Đã định rõ hơn một tham số trong |archivedate= và |archive-date= (trợ giúp); Đã định rõ hơn một tham số trong |archiveurl= và |archive-url= (trợ giúp)
- Thành phần đồng vị và khối lượng chuẩn nguyên tử được trích dẫn từ:
  - J. R. de Laeter; J. K. Böhlke; P. De Bièvre; H. Hidaka; H. S. Peiser; K. J. R. Rosman; P. D. P. Taylor (2003). "Atomic weights of the elements. Review 2000 (IUPAC Technical Report)". Pure and Applied Chemistry. Quyển 75 số 6. tr. 683–800. doi:10.1351/pac200375060683.
  - M. E. Wieser (2006). "Atomic weights of the elements 2005 (IUPAC Technical Report)". Pure and Applied Chemistry. Quyển 78 số 11. tr. 2051–2066. doi:10.1351/pac200678112051.
- Chu kỳ bán rã, spin và các dữ liệu đồng phân được trích dẫn từ:
  - G. Audi; A. H. Wapstra; C. Thibault; J. Blachot; O. Bersillon (2003). "The NUBASE evaluation of nuclear and decay properties" (PDF). Nuclear Physics A. Quyển 729. tr. 3–128. Bibcode:2003NuPhA.729....3A. doi:10.1016/j.nuclphysa.2003.11.001. Bản gốc (PDF) lưu trữ ngày 23 tháng 9 năm 2008. Truy cập ngày 4 tháng 9 năm 2017. {{Chú thích tạp chí}}: Đã định rõ hơn một tham số trong |archivedate= và |archive-date= (trợ giúp); Đã định rõ hơn một tham số trong |archiveurl= và |archive-url= (trợ giúp)
  - National Nuclear Data Center. "NuDat 2.1 database". Brookhaven National Laboratory. Truy cập ngày 23 tháng 2 năm 2017.
  - N. E. Holden (2004). "Table of the Isotopes". Trong D. R. Lide (biên tập). CRC Handbook of Chemistry and Physics (ấn bản thứ 85). CRC Press. Section 11. ISBN 978-0-8493-0485-9.

Nguồn nội dung bài
- Cook, Gerhard A.; Lauer, Carol M. (1968). "Oxygen". Trong Clifford A. Hampel (biên tập). The Encyclopedia of the Chemical Elements. New York: Reinhold Book Corporation. tr. 499–512. LCCN 68-29938.
- Emsley, John (2001). "Oxygen". Nature's Building Blocks: An A–Z Guide to the Elements. Oxford, England, UK: Oxford University Press. tr. 297–304. ISBN 0-19-850340-7.
- Parks, G. D.; Mellor, J. W. (1939). Mellor's Modern Inorganic Chemistry (ấn bản thứ 6). London: Longmans, Green and Co.